# Claudinho e Buchecha - Ao Vivo
Claudinho e Buchecha - Ao Vivo é um álbum ao vivo da dupla Claudinho & Buchecha, lançado em 1999 pela Universal Music. Esse disco vendeu mais de 100 mil cópias no Brasil, recebendo uma premiação de disco de ouro pela ABPD.

## Faixas
| N.º | Título                              | Duração |  |
| 1.  | "Coisa de Cinema"                   | 3:31    |  |
| 2.  | "Conquista"                         | 4:46    |  |
| 3.  | "Só Love"                           | 4:19    |  |
| 4.  | "Quero Te Encontrar"                | 3:56    |  |
| 5.  | "Lindo Balão Azul"                  | 3:57    |  |
| 6.  | "Xereta"                            | 3:47    |  |
| 7.  | "Enquanto Eu Viver"                 | 4:21    |  |
| 8.  | "Tempos Modernos/Circunstâncias"    | 4:54    |  |
| 9.  | "Carrossel de Emoções"              | 5:08    |  |
| 10. | "Meu Compromisso"                   | 3:18    |  |
| 11. | "Carro Velho"                       | 3:26    |  |
| 12. | "Rap do Salgueiro"                  | 5:28    |  |
| 13. | "Uma Noite e 1/2"                   | 3:54    |  |
| 14. | "Nosso Sonho"                       | 5:51    |  |
| 15. | "Lindo Balão Azul (Studio Version)" | 3:56    |  |
| 16. | "Coisa de Cinema (Studio Version)"  | 3:25    |  |

## Vendas e certificações
| País          | Certificação | Vendas   |
| ------------- | ------------ | -------- |
| Brasil - ABPD | Ouro         | 100,000+ |